# Castillo de Buena Esperanza
El Castillo de Buena Esperanza (en afrikáans: Kasteel die Goeie Hoop, en inglés: Castle of Good Hope; en neerlandés: Kasteel de Goede Hoop) es un fuerte de traza italiana construido en el siglo XVII en Ciudad del Cabo, Sudáfrica. Originalmente ubicada en la costa de la Bahía de la Mesa, a raíz de la tierras ganadas al mar, la fortaleza está situada en el interior. En 1936 el castillo fue declarado monumento nacional y después de las restauraciones en la década de 1980 es considerado el ejemplo mejor conservado de una fortaleza de la Compañía Neerlandesa de las Indias Orientales.

## Simbolismo

Bandera de la Fuerza Aérea Sudafricana entre 1958-1967 y 1970-1981.

Hasta 2003, la silueta del castillo fue usada en las banderas de las Fuerzas de Defensa de Sudáfrica y en la escarapela aeronáutica de la Fuerza Aérea Sudafricana.